# Xã Fawn River, Quận St. Joseph, Michigan
Xã Fawn River (tiếng Anh: Fawn River Township) là một xã thuộc quận St. Joseph, tiểu bang Michigan, Hoa Kỳ. Năm 2010, dân số của xã này là 1.477 người.